# Ácido fraco
Um ácido fraco é um ácido que não ioniza significativamente numa solução; ou seja, se o ácido,  representado pela fórmula geral HA, quando dissolvido numa solução aquosa ainda restará uma quantidade significativa de HA não dissociado. Ácidos fracos dissociam como
{\displaystyle \mathrm {HA_{(aq)}\,\leftrightarrow \,H^{+}\,_{(aq)}+\,A^{-}\,_{(aq)}} .}
As concentrações de equilíbrio de reagentes e produtos são relacionadas pela expressão da Constante de acidez, (Ka):
{\displaystyle \mathrm {K_{a}\,=\,{\frac {[H^{+}\,][A^{-}\,]}{[HA]}}} }
Quanto maior o valor de  Ka, mais é favorecida a formação de  H+ e menor o pH da solução.  O Ka dos ácidos fracos variam entre 1,8×10−16 e 55,5.  Ácidos com um  Ka menor que 1,8×10−16 são ácidos mais fracos do que a água. Ácidos com um  Ka maior do que 55.5 são ácidos fortes e quase se dissociam totalmente quando dissolvidos em água. A grande maioria dos ácidos são ácidos fracos. Ácidos orgânicos compõem um grande subgrupo de ácidos fracos. Ácidos orgânicos comuns em um ambiente doméstico incluem o ácido acético encontrado no vinagre, e o ácido cítrico encontrados nas frutas cítricas; ácidos fracos de origem mineral incluem o ácido bórico usado como anti-séptico e o ácido fosfórico presente em bebidas refrigerantes.

## Determinação de ácidos fracos
A determinação da concentração de ácidos é frequentemente realizada utilizando o método da titulação, onde o ácido é neutralizado por uma base na presença de um indicador , tornando possível a visualização do "ponto de equivalência", que nada mais é que o volume de base adicionado que possui o mesmo número de mols de ácido presente na solução que se deseja determinar a concentração.
No entanto, quando se te trata de ácidos fracos, a curva de titulação não apresenta um ponto de inflexão definido, desta forma não se pode determinar o ponto de equivalência utilizando-se apenas de indicadores.
Os métodos que tem sido empregados na determinação de ácidos fracos em solução, são a CLAE (cromatografia líquida de alta eficiência) e CG (cromatografia gasosa) , contudo estes métodos apresentam um alto de custo de análise.
Para contornar esta situação, podemos utilizar métodos mais simples, como a análise potenciométrica com posterior derivação da curva de titulação, ou ainda a aplicação de FMG (funções modificadas de Gran).
O método das FMG parte do balanço de massa e de carga das espécies presentes no meio, e se obtém uma FMG para cada espécie ácida presente na solução, tornando possível a determinação da concentração individual dos ácidos presentes (para o caso de a solução conter uma mistura de ácidos).